# Ги I де Баллиол
Ги (Гвидо) I де Баллиол (англ. Guy de Balliol, лат. Guido de Baileol; умер между 1112 и 1130) — феодальный барон Байуэлл, получивший владения в Северной Англии во время правления Вильгельма II Рыжего в 1090-е годы, первый достоверно известный представитель рода Баллиолов, игравшего заметную роль в истории Англии и Шотландии. Поскольку Ги не имел сыновей, ему наследовал племянник Бернард I де Баллиол.

## Происхождение
Род Баллиолов происходил из Пикардии; их родовое прозвание восходит, вероятно, к названию поселения Байёль-ан-Вимё, находящегося неподалёку от Абвиля в графстве Понтье в современном французском департаменте Сомма. Связи представителей рода с Пикардией прослеживаются на протяжении восьми поколений семьи вплоть до смерти шотландского короля Эдуарда Баллиола. Они были сеньорами Байёля, Эйлинкура и Домпьера в Пикардии.

## Биография
Ги появился в Англии в 1090-х годах. Скорее всего, он оказал помощь королю Вильгельму II Рыжему в его компаниях на восточной границе Нормандии в 1091 и 1094 году. В награду Ги получил владения в Северной Англии — на землях, выделенных из графства Нортумбрия. По мнению историка Фрэнка Барлоу, династия Баллиолов была одним из родов, представители которых получили владения в приграничных с Шотландией районах, чтобы «защищать и продвигать королевство».
В хартии короля Иоанна Безземельного, датированной 1212 годом, указывается, что Хью де Баллиол владел баронией Байуэлл, пожалованной его «предшественнику» Вильгельмом II Рыжим. Возможно, что этим родственником был Ги де Баллиол. В состав его владений входило и поместье Стоксли в Йоркшире. Кроме того, Ги получил владения в Тисдейле (графство Дарем), где начал строительство замка, позже названного Барнард в честь его племянника, Бернарда I Старшего, продолжившего строительство.
Согласно хартии, датированной периодом между 1112 и 1122 годами, Ги вместе с женой Диониссией сделал дарение аббатству Святой Марии в Йорке. Также Джон Лиланд сообщает, что около 1100/1110 года «Гвидо де Байлеол из Даремшира» запретил епископу Ранульфу Даремскому охотится в лесах.
Ги умер не позже 1130 года, когда его владения унаследовал племянник, Бернард I де Баллиол. По неизвестной причине именно он стал основным наследником дяди, а не дочь Авиза, жена Уильям Бертрама из Митфорда, которая получила только часть отцовских владений — манор Стентон.

## Брак и дети
Жена: Диониссия. Дети:
- Авиза; муж: Уильям Бертрам из Митфорда[7][13].